# Phyxelida sindanoa
Phyxelida sindanoa is een spinnensoort uit de familie Phyxelididae. De soort komt voor in Kenia.